# آرام‌تر از دریا
آرام‌تر از دریا نام آلبوم موسیقی بی‌کلامی است که دربرگیرندهٔ مجموعه‌ای از ساخته‌های مجید انتظامی است و در سال ۱۳۷۱ انتشار یافته است. از موسیقی این آلبوم در فیلم مرد آفتابی به کارگردانی همایون اسعدیان استفاده شده است.

## فهرست قطعات
1. موج
2. پرواز
3. شب دریا
4. سروش
5. دریایِ خیال
6. قهر دریا
7. آذر
8. دریا گوش
9. آرام‌تر از دریا
10. آفتابی
11. گلنوش
12. دریاوَش
13. دیدار

## نوازندگان
ابوا: مجید انتظامی
ساکسیفون: پرویز شهبازی
گیتار: بابک امینی
پیانو: آندره آرزومانیان
گیتار باس: بابک ریاحی‌پور
ویولن: ارسلان کامکار، همایون رحیمیان، رضا عالمی، ابراهیم لطفی، سهیل ده بستی، خاچیک بابائیان
ویولن آلتو: سیاوش ظهیرالدینی، والود تاراخانیان
ویولن سل: کریم قربانی، مهین تویسرکانی
ویولن سلو: سهیل ده بستی
سوپرانو: شهلا میلانی
ترومپت: منوچهر بیگلری
کنتر باس: علیرضا خورشیدفر
هورن: جاوید مجلسی، مسعود غریب نواز